# Pito (strumento musicale)
Pito è un flauto d'argilla dell'America Latina.

## Caratteristiche
Flauto di circa 30 cm di lunghezza, stretto e lievemente conico, con 3-4 fori per le dita e becco d'insufflazione nella parte più larga. Lo strumento è di origine azteca ed era utilizzato come strumento rituale in coppia con il tamburo. Oggi viene suonato con la mano sinistra e accompagnato dal ritmo di un tamburello battuto con la destra.